# Dicranota yezoensis
Dicranota yezoensis är en tvåvingeart. Dicranota yezoensis ingår i släktet Dicranota och familjen hårögonharkrankar.

## Underarter
Arten delas in i följande underarter:
- D. y. coreana
- D. y. yezoensis